# Siracusaville
Siracusaville es un lugar designado por el censo ubicado en la parroquia de St. Mary en el estado estadounidense de Luisiana. En el Censo de 2010 tenía una población de 422 habitantes y una densidad poblacional de 189,02 personas por km².

## Geografía
Siracusaville se encuentra ubicado en las coordenadas 29°41′17″N 91°9′4″O / 29.68806, -91.15111. Según la Oficina del Censo de los Estados Unidos, Siracusaville tiene una superficie total de 2.23 km², de la cual 2.09 km² corresponden a tierra firme y (6.38%) 0.14 km² es agua.

## Demografía
Según el censo de 2010, había 422 personas residiendo en Siracusaville. La densidad de población era de 189,02 hab./km². De los 422 habitantes, Siracusaville estaba compuesto por el 3.08% blancos, el 93.6% eran afroamericanos, el 0% eran amerindios, el 0.24% eran asiáticos, el 0% eran isleños del Pacífico, el 0.71% eran de otras razas y el 2.37% pertenecían a dos o más razas. Del total de la población el 0% eran hispanos o latinos de cualquier raza.